# Gedenkorte der Mitglieder der Saefkow-Jacob-Organisation
Übersicht über die verschiedenen Gedenkorte und Gedenkmittel der Mitglieder der Saefkow-Jacob-Organisation. Diese Tabellen erheben keinen Anspruch auf Vollständigkeit.

## Gedenkorte
| Person                      | REF    | Art                    | Ort                      | Bezirk/Kreis               | Stadtteil/Ortsteil    | Straße                   | Anmerkung                                               |
| --------------------------- | ------ | ---------------------- | ------------------------ | -------------------------- | --------------------- | ------------------------ | ------------------------------------------------------- |
| Bernhard Almstadt           |        | Wohnstätte             | Berlin                   | Treptow-Köpenick           | Adlershof             | Silberberger Straße 6    |                                                         |
| Judith Auer                 |        | Wohnstätte             | Berlin                   | Treptow-Köpenick           | Adlershof             | Bernstadter Weg 56       |                                                         |
| Judith Auer                 | [ 1 ]  | Straßenname            | Berlin                   | Lichtenberg                | Lichtenberg           | Judith-Auer-Straße       |                                                         |
| Judith Auer                 | [ 1 ]  | Name einer Einrichtung | Berlin                   | Lichtenberg                | Lichtenberg           | Judith-Auer-Straße 8     | Seniorenheim "Judith Auer" und Seniorenbegegnungsstätte |
| Judith Auer                 | [ 1 ]  | Name einer Einrichtung | Berlin                   | Lichtenberg                | Lichtenberg           | Otto-Marquardt-Straße 8  | Jugendfreizeiteinrichtung "Judith Auer"                 |
| Elli Bänsch                 |        | Wohnstätte             | Panketal                 | Barnim (Kreis)             | Zepernick             | Moltkestraße 38          |                                                         |
| Willhelm Bänsch             |        | Wohnstätte             | Panketal                 | Barnim (Kreis)             | Zepernick             | Moltkestraße 38          |                                                         |
| Bernhard Bästlein           |        | Straßenname            | Dresden                  |                            |                       | Bästlein-Straße          | während der DDR und 1990 umbenannt                      |
| Bernhard Bästlein           | [ 2 ]  | Straßenname            | Berlin                   | Lichtenberg                | Lichtenberg           | Bernhard-Bästlein-Straße |                                                         |
| Julius Balkow               |        | Wohnstätte             | Berlin                   | Pankow                     | Prenzlauer Berg       | Prenzlauer Allee 110     |                                                         |
| Alfred Bartel               |        | Wohnstätte             | Berlin                   | Lichtenberg                | Lichtenberg           | Glaschkestraße 9         |                                                         |
| Paul Bartsch                |        | Wohnstätte             | Berlin                   | Tempelhof-Schöneberg       | Schöneberg            | Ceciliengärten 13        |                                                         |
| Walter Basalay              |        | Wohnstätte             | Berlin                   | Tempelhof-Schöneberg       | Lichtenrade           | Angermünder Straße 18    |                                                         |
| Gustav Basse                |        | Wohnstätte             | Berlin                   | Friedrichshain-Kreuzberg   | Kreuzberg             | Admiralstraße 18         |                                                         |
| Gustav Basse                | [ 3 ]  | Stolperstein           | Berlin                   | Friedrichshain-Kreuzberg   | Kreuzberg             | Admiralstraße 14         |                                                         |
| Kurt Baumgart               |        | Wohnstätte             | Berlin                   | Reinickendorf              | Reinickendorf         | Wentowsteig 33           |                                                         |
| Richard Bergow              |        | Wohnstätte             | Berlin                   | Friedrichshain-Kreuzberg   | Kreuzberg             | Oranienstraße 116        |                                                         |
| Charlotte Bischoff          |        | Wohnstätte             | Berlin                   | Charlottenburg-Wilmersdorf | Charlottenburg        |                          |                                                         |
| Gustav Boguslawski          |        | Wohnstätte             | Zerpenschleuse           | Niederbarnim (Kreis)       |                       | Prenzlauer Straße 42     |                                                         |
| Willi Bolien                |        | Wohnstätte             | Berlin                   | Mitte                      | Wedding               | Tegeler Straße 26        |                                                         |
| Willi Bolien                | [ 4 ]  | Stolperstein           | Berlin                   | Mitte                      | Wedding               | Maxstr. 12               |                                                         |
| Max Borrack                 |        | Wohnstätte             | Berlin                   | Friedrichshain-Kreuzberg   | Kreuzberg             | Blücherstraße 13         |                                                         |
| Erich Dawideit              | [ 5 ]  | Stolperstein           | Berlin                   | Mitte                      | Gesundbrunnen         | Brunnenstr. 118          |                                                         |
| Georg Dimentstein           | [ 6 ]  | Stolperstein           | Berlin                   | Pankow                     | Prenzlauer Berg       | Grellstraße 18           |                                                         |
| Heinz Drzymala              | [ 7 ]  | Stolperstein           | Berlin                   | Reinickendorf              | Reinickendorf         | Gamsbartweg 12           |                                                         |
| Karl Fübinger               | [ 8 ]  | Stolperstein           | Berlin                   | Reinickendorf              | Wittenau              | Spießweg 2               |                                                         |
| Melchior Gruda              | [ 9 ]  | Stolperstein           | Berlin                   | Pankow                     | Prenzlauer Berg       | Korsörer Straße 18       |                                                         |
| Hedwig Hartung              | [ 10 ] | Stolperstein           | Berlin                   | Pankow                     | Prenzlauer Berg       | Kastanienallee 29        |                                                         |
| Paul Hegenbart              | [ 11 ] | Stolperstein           | Berlin                   | Mitte                      | Mitte                 | Legiendamm 4             |                                                         |
| Reinhold Hermann            | [ 12 ] | Stolperstein           | Berlin                   | Neukölln                   | Neukölln              | Weserstraße 54           |                                                         |
| Paul Hinze                  | [ 13 ] | Stolperstein           | Berlin                   | Tempelhof-Schöneberg       | Schöneberg            | Kolonnenstr. 46          |                                                         |
| Paul Hinze                  | [ 14 ] | Stolperstein           | Berlin                   | Reinickendorf              | Tegel                 | Berlinerstr. 26          |                                                         |
| Paul Hinze                  |        | Stolperstein           | Letschin                 |                            |                       | Wriezener Straße 9       |                                                         |
| Paul Hirsch                 | [ 15 ] | Gedenktafel            | Berlin                   | Tempelhof-Schöneberg       | Mariendorf            | Großbeerenstraße 2       | Askania Werke                                           |
| Josef Höhn                  | [ 16 ] | Straßenname            | Berlin                   | Lichtenberg                | Alt-Hohenschönhausen  | Josef-Höhn-Straße        |                                                         |
| Cäsar Horn                  | [ 17 ] | Stolperstein           | Berlin                   | Mitte                      | Gesundbrunnen         | Jasmunder Straße 13      |                                                         |
| Franz Jacob                 | [ 18 ] | Straßenname            | Berlin                   | Lichtenberg                | Lichtenberg           | Franz-Jacob-Straße       |                                                         |
| Willi Jungmittag            | [ 19 ] | Stolperstein           | Berlin                   | Pankow                     | Prenzlauer Berg       | Gubitzstraße 47a         |                                                         |
| Paul Junius                 | [ 20 ] | Straßenname            | Berlin                   | Lichtenberg                | Lichtenberg           | Paul-Junius-Straße       |                                                         |
| Paul Junius                 | [ 15 ] | Gedenktafel            | Berlin                   | Tempelhof-Schöneberg       | Mariendorf            | Großbeerenstraße 2       | Askania Werke                                           |
| Paul Junius                 | [ 21 ] | Stolperstein           | Berlin                   | Mitte                      | Gesundbrunnen         | Rügener Str. 22          |                                                         |
| Gerda Kafka (geb. Dressner) | [ 22 ] | Stolperstein           | Berlin                   | Pankow                     | Prenzlauer Berg       | Bergener Str. 1          |                                                         |
| Hugo Kapteina               | [ 23 ] | Stolperstein           | Berlin                   | Neukölln                   | Neukölln              | Weserstraße 54           |                                                         |
| Friedrich Klemstein         | [ 24 ] | Stolperstein           | Berlin                   | Mitte                      | Moabit                | Gotzkowskystr. 35        |                                                         |
| Richard Klotzbücher         | [ 25 ] | Stolperstein           | Berlin                   | Mitte                      | Moabit                | Huttenstraße 12          |                                                         |
| Willy Kolbe                 | [ 26 ] | Stolperstein           | Berlin                   | Neukölln                   | Neukölln              | Sonnenallee 137          |                                                         |
| Paul Knorr                  | [ 27 ] | Stolperstein           | Berlin                   | Mitte                      | Gesundbrunnen         | Bornemannstr. 14         |                                                         |
| Otto Kroeger                | [ 28 ] | Stolperstein           | Berlin                   | Mitte                      | Wedding               | Utrechter Str. 43        |                                                         |
| Karl Ladé                   | [ 15 ] | Gedenktafel            | Berlin                   | Tempelhof-Schöneberg       | Mariendorf            | Großbeerenstraße 2       | Askania Werke                                           |
| Georg Leichtmann            | [ 29 ] | Stolperstein           | Berlin                   | Mitte                      | Gesundbrunnen         | Schulstr. 51             |                                                         |
| Wilhelm Leist               | [ 30 ] | Stolperstein           | Berlin                   | Mitte                      | Moabit                | Huttenstraße 12          |                                                         |
| Otto Marquardt              | [ 31 ] | Straßenname            | Berlin                   | Lichtenberg                | Lichtenberg           | Otto-Marquardt-Straße    |                                                         |
| Wilhelm Moll                | [ 32 ] | Stolperstein           | Berlin                   | Charlottenburg-Wilmersdorf | Wilmersdorf           | Wittelsbacherstr. 34     |                                                         |
| Friedrich Nitschke          | [ 33 ] | Stolperstein           | Berlin                   | Reinickendorf              | Reinickendorf         | Lindauer Allee 17        |                                                         |
| Erwin Nöldner               | [ 34 ] | Straßenname            | Berlin                   | Lichtenberg                | Lichtenberg           | Nöldnerstraße            |                                                         |
| Erwin Nöldner               | [ 34 ] | Straßenname            | Berlin                   | Lichtenberg                | Lichtenberg           | Nöldnerplatz             |                                                         |
| Johannes Paucka             | [ 35 ] | Stolperstein           | Berlin                   | Friedrichshain-Kreuzberg   | Kreuzberg             | Cuvrystraße 42           |                                                         |
| Rudolf Peter                | [ 36 ] | Stolperstein           | Berlin                   | Neukölln                   | Britz                 | Gielower Straße 32c      |                                                         |
| Franz Pieper                | [ 37 ] | Stolperstein           | Berlin                   | Reinickendorf              | Reinickendorf         | Emmentaler Str. 101      |                                                         |
| Kurt Rühlmann               | [ 15 ] | Gedenktafel            | Berlin                   | Tempelhof-Schöneberg       | Mariendorf            | Großbeerenstraße 2       | Askania Werke                                           |
| Gustav Sadranowski          | [ 38 ] | Stolperstein           | Berlin                   | Mitte                      | Moabit                | Huttenstraße 12          |                                                         |
| Anton Saefkow               |        | Wohnstätte             | Berlin                   | Pankow                     | Pankow                | Trelleberger Straße 26   |                                                         |
| Anton Saefkow               | [ 39 ] | Straßenname            | Brandenburg an der Havel |                            |                       | Anton-Saefkow-Allee      | /                                                       |
| Anton Saefkow               |        | Straßenname            | Ludwigsfelde             |                            |                       | Anton-Saefkow-Ring       |                                                         |
| Anton Saefkow               | [ 40 ] | Straßenname            | Berlin                   | Lichtenberg                | Fennpfuhl/Lichtenberg | Anton-Saefkow-Platz      |                                                         |
| Anton Saefkow               | [ 40 ] | Name einer Einrichtung | Berlin                   | Lichtenberg                | Fennpfuhl/Lichtenberg | Anton-Saefkow-Platz      | Anton-Saefkow-Bibliothek                                |
| Anton Saefkow               | [ 40 ] | Kunstwerk?             | Berlin                   | Lichtenberg                | Fennpfuhl/Lichtenberg | Anton-Saefkow-Platz      | Relief am Anton-Saefkow-Platz                           |
| Egmont Schultz              | [ 41 ] | Stolperstein           | Berlin                   | Mitte                      | Gesundbrunnen         | Soldiner Str. 8          |                                                         |
| Rudolf Seiffert             | [ 42 ] | Straßenname            | Berlin                   | Lichtenberg                | Fennpfuhl/Lichtenberg | Rudolf-Seiffert-Straße   |                                                         |
| Rudolf Seiffert             | [ 43 ] | Grünanlage             | Berlin                   | Lichtenberg                | Fennpfuhl/Lichtenberg | Rudolf-Seiffert-Straße   | Rudolf-Seiffert-Park                                    |
| Herbert Splanemann          | [ 44 ] | Straßenname            | Berlin                   | Lichtenberg                | Friedrichsfelde       | Splanemannstraße         |                                                         |
| Herbert Splanemann          | [ 45 ] | Wohnanlage             | Berlin                   | Lichtenberg                | Friedrichsfelde       | Sewanstraße              | Splanemann-Siedlung                                     |
| Stanislaus Szczygielski     | [ 15 ] | Gedenktafel            | Berlin                   | Tempelhof-Schöneberg       | Mariendorf            | Großbeerenstraße 2       | Askania Werke                                           |
| Stanislaus Szczygielski     | [ 46 ] | Stolperstein           | Berlin                   | Friedrichshain-Kreuzberg   | Kreuzberg             | Cuvrystraße 11–12        |                                                         |
| Wilhelm Selke               | [ 47 ] | Stolperstein           | Berlin                   | Friedrichshain-Kreuzberg   | Kreuzberg             | Ritterstr. 109           |                                                         |
| Wilhelm Scheer              | [ 48 ] | Stolperstein           | Berlin                   | Friedrichshain-Kreuzberg   | Kreuzberg             | Muskauer Str. 51         |                                                         |
| Helmut Wagner               | [ 49 ] | Stolperstein           | Berlin                   | Charlottenburg-Wilmersdorf | Charlottenburg        | Zillestr. 39             |                                                         |
| Hermann Wegener             | [ 50 ] | Stolperstein           | Berlin                   | Friedrichshain-Kreuzberg   | Friedrichshain        | Weidenweg 44 / 46        |                                                         |
| Gustav Wegener              | [ 51 ] | Stolperstein           | Berlin                   | Friedrichshain-Kreuzberg   | Friedrichshain        | Weidenweg 44 / 46        |                                                         |
| Hermann Wolff               | [ 15 ] | Gedenktafel            | Berlin                   | Tempelhof-Schöneberg       | Mariendorf            | Großbeerenstraße 2       | Askania Werke                                           |
| Hermann Wolff               | [ 52 ] | Stolperstein           | Berlin                   | Friedrichshain-Kreuzberg   | Kreuzberg             | Riemannstr. 4            |                                                         |
| Walter Zimmermann           | [ 15 ] | Gedenktafel            | Berlin                   | Tempelhof-Schöneberg       | Mariendorf            | Großbeerenstraße 2       | Askania Werke                                           |
| Walter Zimmermann           | [ 53 ] | Stolperstein           | Berlin                   | Reinickendorf              | Tegel                 | Werdohler Weg 11         |                                                         |
| Paul Zobel                  | [ 54 ] | Straßenname            | Berlin                   | Lichtenberg                | Fennpfuhl/Lichtenberg | Paul-Zobel-Straße        |                                                         |

## Gedenkmittel

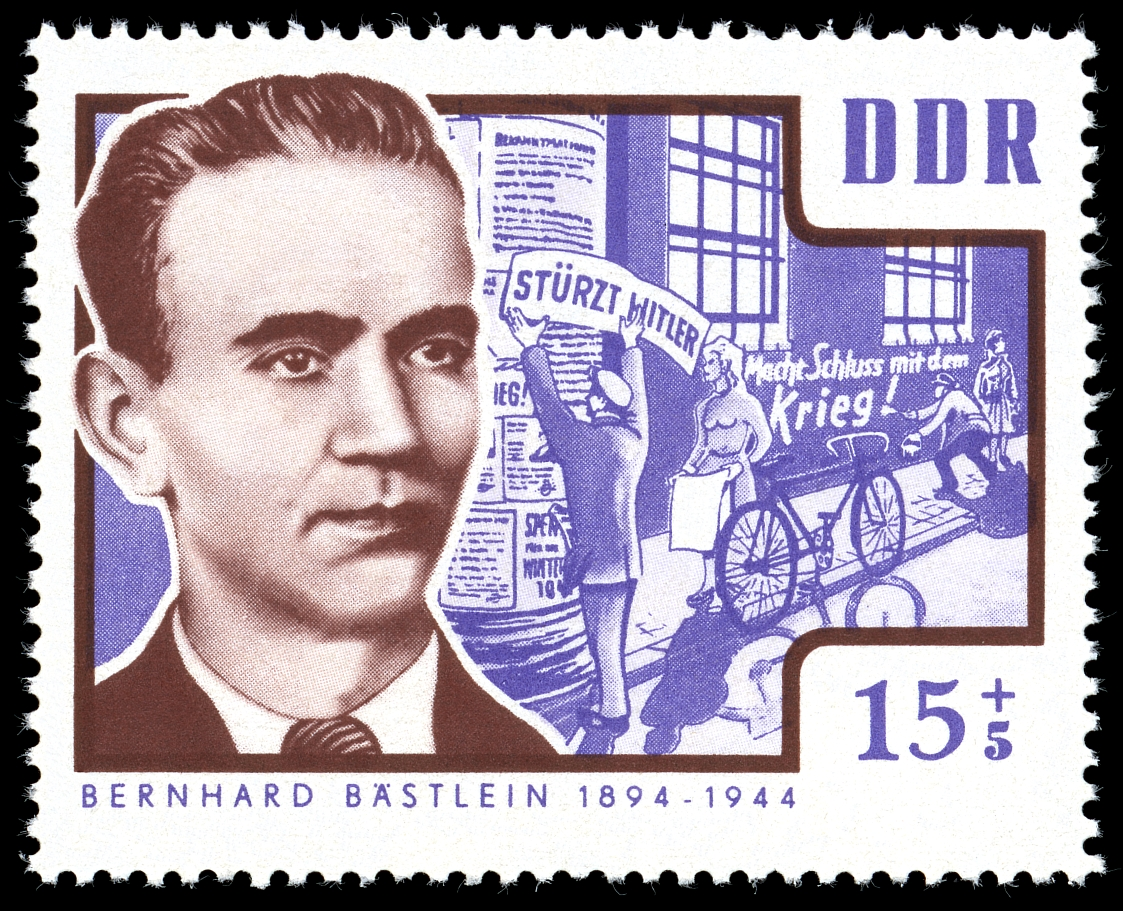
Briefmarke Bernhard Bästlein

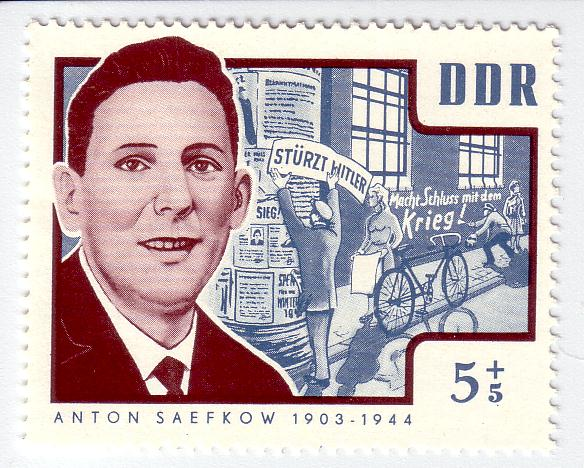
Briefmarke Anton Saefkow

| Person            | REF    | Art        | Anmerkung                   |
| ----------------- | ------ | ---------- | --------------------------- |
| Bernhard Bästlein | [ 55 ] | Briefmarke | Briefmarke der DDR von 1964 |
| Franz Jacob       | [ 56 ] | Briefmarke | Briefmarke der DDR von 1964 |
| Anton Saefkow     | [ 57 ] | Briefmarke | Briefmarke der DDR von 1964 |